# 短芒金猫尾
短芒金猫尾（学名：Narenga fallax var. aristata）为禾本科河八王属下的一个变种。

## 扩展阅读
- 維基物種上的相關：短芒金猫尾